# Гарнишівська сільська рада
Га́рнишівська сільська́ ра́да — адміністративно-територіальна одиниця та орган місцевого самоврядування в Волочиському районі Хмельницької області. Адміністративний центр — село Гарнишівка.

## Загальні відомості
- Територія ради: 26,027 км²
- Населення ради: 986 осіб (станом на 2001 рік)
- Територією ради протікає річка Грабарка

## Населені пункти
Сільській раді були підпорядковані населені пункти:
- с. Гарнишівка
- с. Вигода
- с. Іванівці

## Склад ради
Рада складалася з 12 депутатів та голови.
- Голова ради: Рак Володимир Васильович
- Секретар ради: Козловська Валентина Миколаївна

### Керівний склад попередніх скликань
| Прізвище, ім'я, по батькові | Основні відомості                                                 | Дата обрання | Дата звільнення |
| --------------------------- | ----------------------------------------------------------------- | ------------ | --------------- |
| Ніщун Василь Артемович      | Сільський голова, 1951 року народження, безпартійний              | 26.03.2006   | 31.10.2010      |
| Рак Володимир Васильович    | Сільський голова, 1952 року народження, освіта вища, безпартійний | 31.10.2010   |                 |

Примітка: таблиця складена за даними сайту Верховної Ради України

### Депутати
За результатами місцевих виборів 2010 року депутатами ради стали:

#### За суб'єктами висування
| Суб'єкт висування | Кількість обраних депутатів | %   |
| ----------------- | --------------------------- | --- |
| Самовисування     | 12                          | 100 |

#### За округами
| № округу | Прізвище, ім'я, по батькові      | Дата визнання обраним | Освіта             | Партійна приналежність | Відомості про обраного депутата                                         |
| -------- | -------------------------------- | --------------------- | ------------------ | ---------------------- | ----------------------------------------------------------------------- |
| 1        | Шульга Світлана Вікторівна       | 04.11.2010            | вища               | позапартійна           | Порохнянська загальноосвітня школа, вчитель                             |
| 2        | Лятичевська Валентина Олексіївна | 04.11.2010            | середня            | позапартійна           | Волочиська ЦРЛ, молодша медична сестра                                  |
| 3        | Богайчук Володимир Вікторович    | 04.11.2010            | середня            | позапартійний          | ТОВ "Агрофірма «Подільська зернова компанія», водій                     |
| 4        | Флорчук Вадим Анатолійович       | 04.11.2010            | вища               | позапартійний          | Гарнишівська державна лікарня ветеринарної медицини, ветеринарний лікар |
| 5        | Шеянов Олег Юрійович             | 04.11.2010            | середня            | позапартійний          | ТОВ «Птахофабрика Волочиська», технік електромеханік                    |
| 6        | Мосьпак Лариса Петрівна          | 04.11.2010            | вища               | позапартійна           | Маначинська загальноосвітня школа, вчитель                              |
| 7        | Козловська Валентина Миколаївна  | 04.11.2010            | середня спеціальна | позапартійна           | Гарнишівська сільська рада, секретар                                    |
| 8        | Ахметова Галина Степанівна       | 04.11.2010            | середня спеціальна | позапартійна           | Гарнишівська сільська рада, головний бухгалтер                          |
| 9        | Молдован Олександр Васильович    | 04.11.2010            | вища               | позапартійний          | ТК «Ольгерд», оператор заправних станцій                                |
| 10       | Пастух Василь Якович             | 04.11.2010            | середня            | позапартійний          | пенсіонер                                                               |
| 11       | Мельничук Сергій Іванович        | 04.11.2010            | середня            | позапартійний          | пенсіонер                                                               |
| 12       | Білоус Галина Василівна          | 04.11.2010            | вища               | позапартійна           | Порохнянська загальноосвітня школа, вчитель                             |